# Чеське національне вбрання

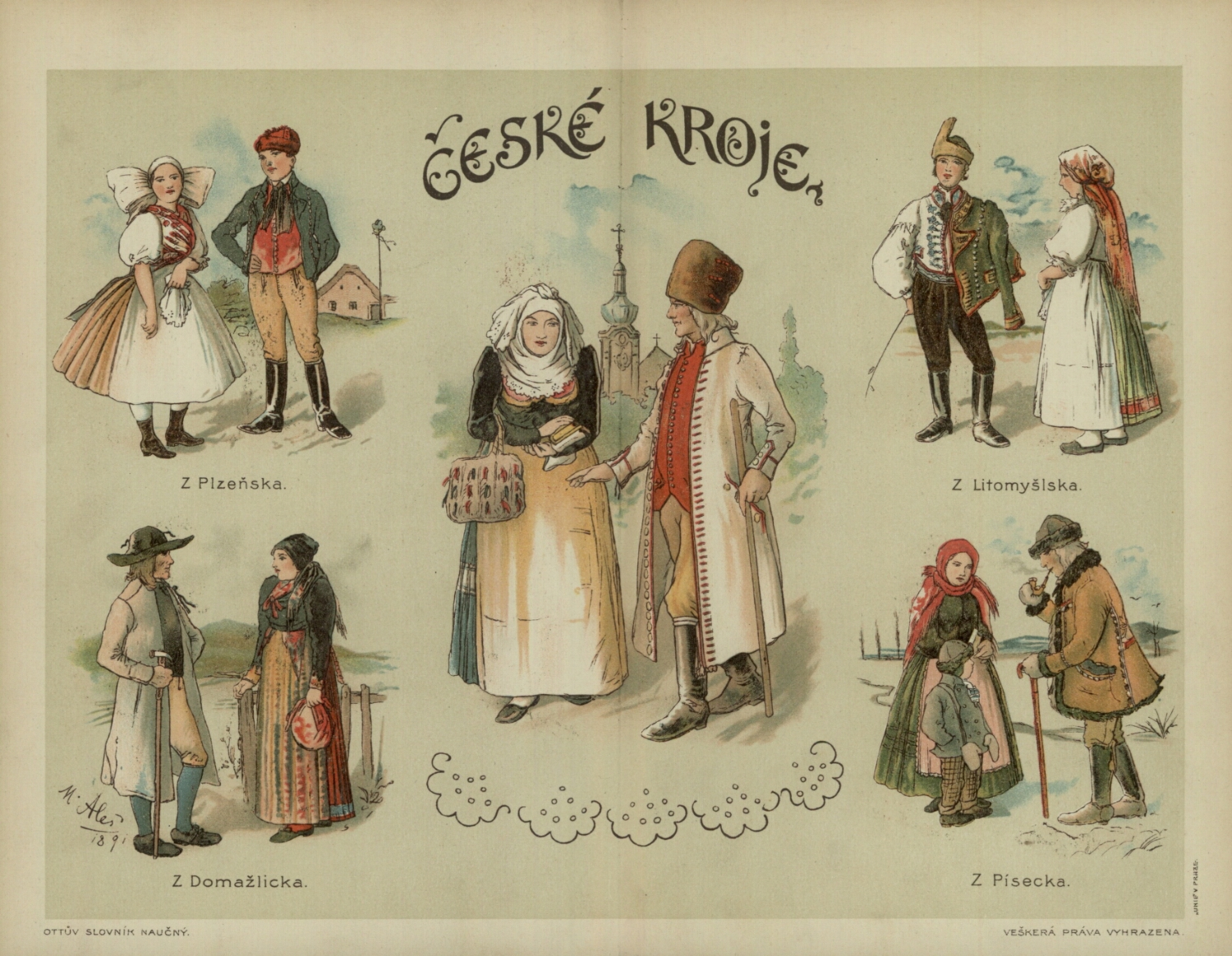
Чеські строї з різних регіонів, Наукова енциклопедія Отто (1888-1906 рр.)

Чеське національне вбрання (чеськ. Český lidový kroj) — важлива частина чеської культури. Його можна розділити на дві великі групи: західний стиль у Богемії і середній Моравії та східний стиль у Моравії і Сілезії. В обох регіонах зимній одяг роблять з вовни та льону, а літній одяг з легких тканин, зокрема шовку. Жіноче традиційне вбрання складається з двох фартухів, один спереду і один на спині, та білої блузки. Типовий національний чоловічий костюм складається з довгих штанів та вільного жакету.
У XV ст., під час кріпацтва, селянам було заборонено носити одяг з дорогих матеріалів, таких як шовк і оксамит, тому вони носили дуже простий одяг. У XVI ст. почався розвиток текстильних та швейних технологій, тому вбрання почали ставати складнішими й різноманітнішими.

## Регіональні відмінності

### Богемія
Жителі міста Плзень носили традиційне вбрання до кінця XIX ст. Жінки носили кілька шарів тонких спідниць, що є відмінною рисою цього міста. В основному одяг шили з бавовни та прикрашали стрічками. Також одягали шовковий шарф, який зав'язували біля грудей.
В історичному регіоні Прахеньско одяг залежав від віку того, хто його носив. Типовий одяг молодого хлопця складався з короткого жакету, вузьких штанів та високих чобіт. Старші чоловіки носили довгі жупани замість жакетів. Жіночі костюми для молодих та старших жінок теж відрізнялись. Одружені жінки носили довгі спідниці, що показували їх статус, та білу пов'язку на голові.

### Чесько-Моравська височина
Жителі Чесько-Моравської височини були одягнені більш просто. Молоді хлопці носили короткі рубашки, а найяскравішим елементом традиційного чоловічого одягу була шуба.

### Моравія
В етнографічному регіоні Гана́ традиційні народні костюми показували професію того, хто їх носив. Одяг темних простих кольорів носили робочі люди. Жінки носили довгі сукні або довгі спідниці підперезані паском (чеськ. oplicko) та короткі жакети з високим коміром. Також для жінок з Гани був характерним барвистий шарф, що носиться в особливих випадках (чеськ. uvodnice). Як і в багатьох інших районах Чехії, були популярні білі, або іноді чорні чи жовті, вовняні шуби. В сільській місцевості поблизу міста Брно чоловіки носили вузькі штани (чеськ. cervenice) зроблені з жовтої шкіри. В прохолодну погоду чоловіки носили довгу білу свиту, що змінювалась чорною в більш холодну погоду. На свята і фестивалі вдягали накидки з широкими та зібраними комірами. Також святкове вбрання мало жовту, білу або чорну вишивку.

## Сучасний повсякденний одяг
Сучасний повсякденний одяг чехів не відрізняється від одягу в інших країнах. Перехід з традиційного на сучасний одяг відбувся протягом другої половини 19 сторіччя, в різний час і різними темпами залежно від місця. Прага, як найбільше місто, перейшло на сучасний одяг найпершим в Чехії, а жителі малих сіл в Богемії та Моравії часто і досі носять традиційний одяг. Хоча традиційні національні костюми і вийшли з повсякденного вжитку, але багато діячів мистецтва носять їх.

## Галерея

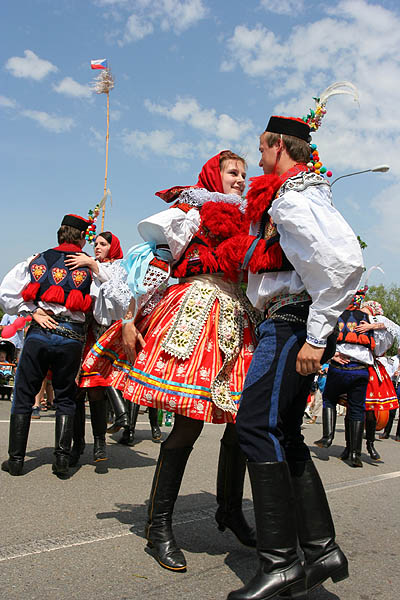
Люди в чеських національних костюмах під час фестивалю Виїзд королів (чеськ. Jízda králů), який щорічно проходить в місті Влчнов в Моравській Словаччині.
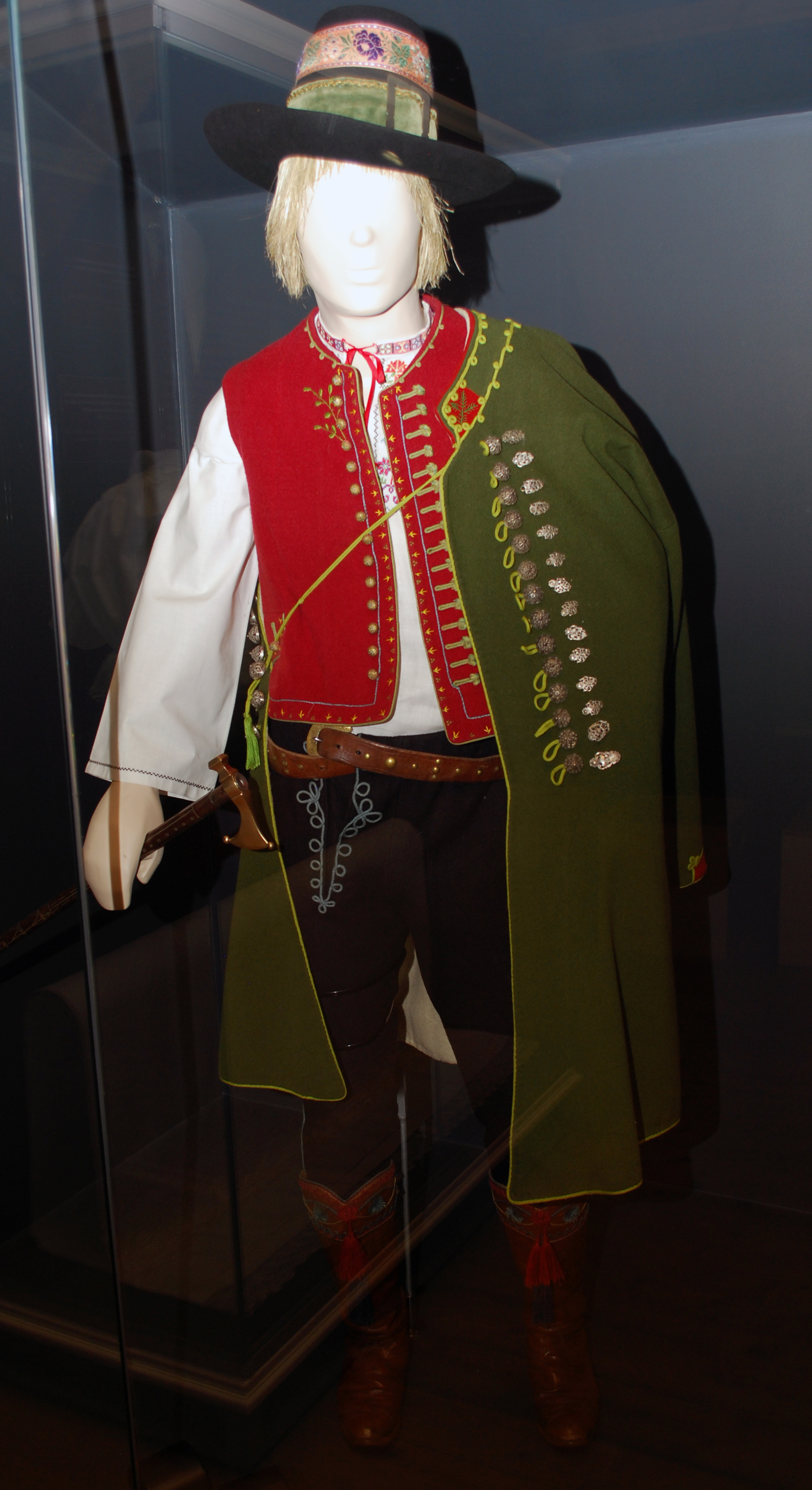
Чоловічий одяг з Моравської Валахії початку 20 сторіччя.
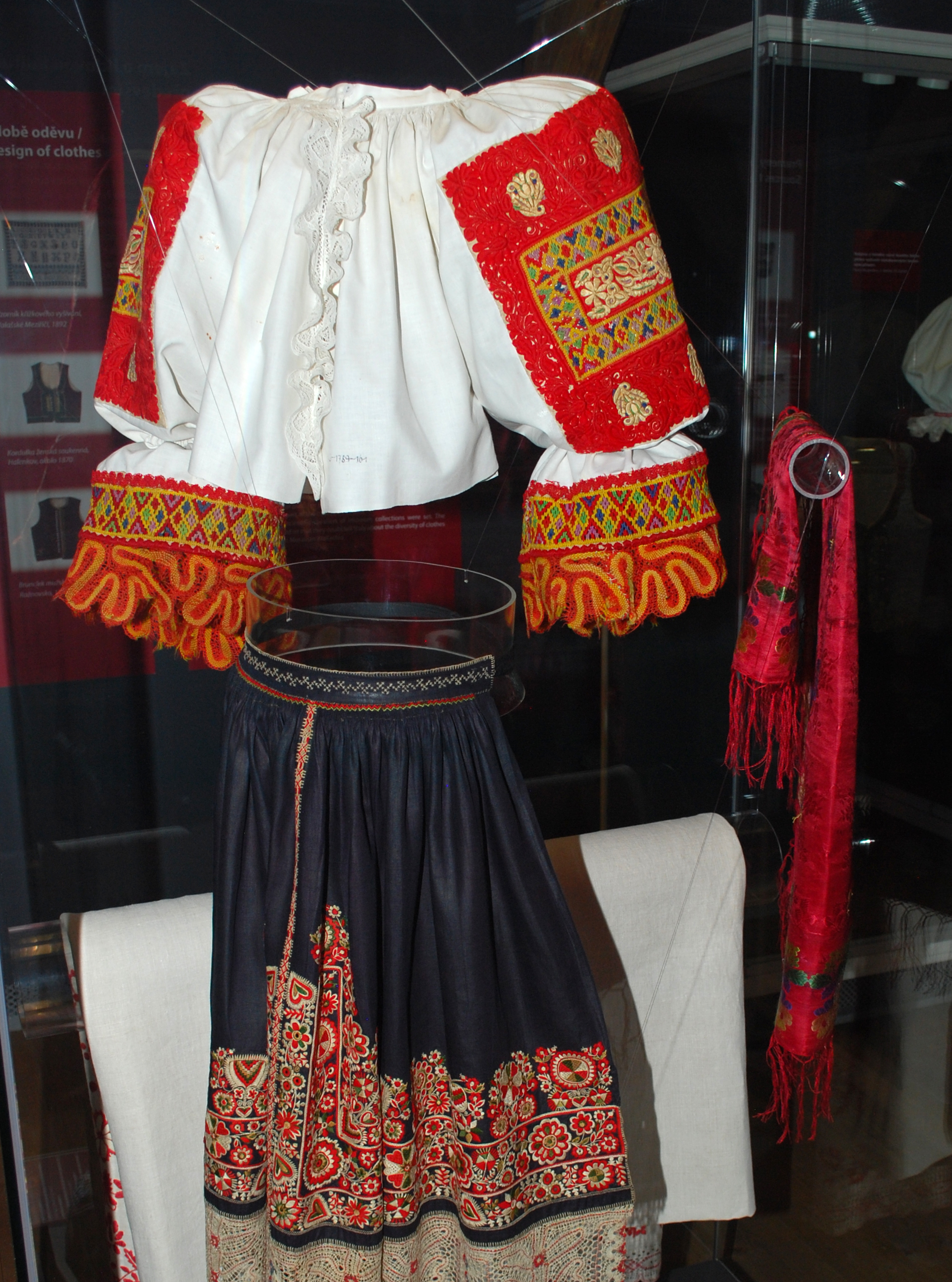
Жіночий одяг з Моравської Валахії.
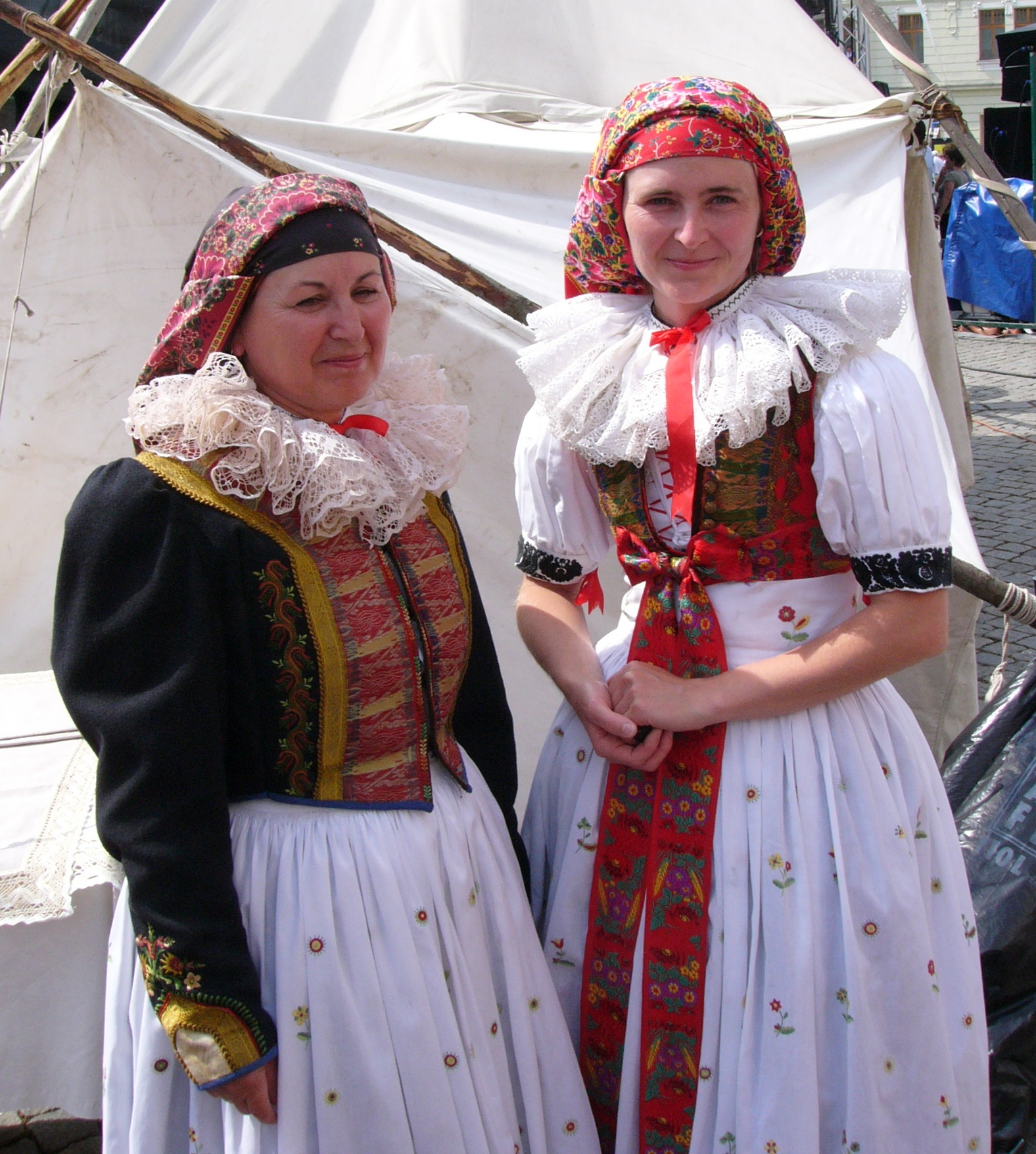
Національне жіноче святкове вбрання в Гані.
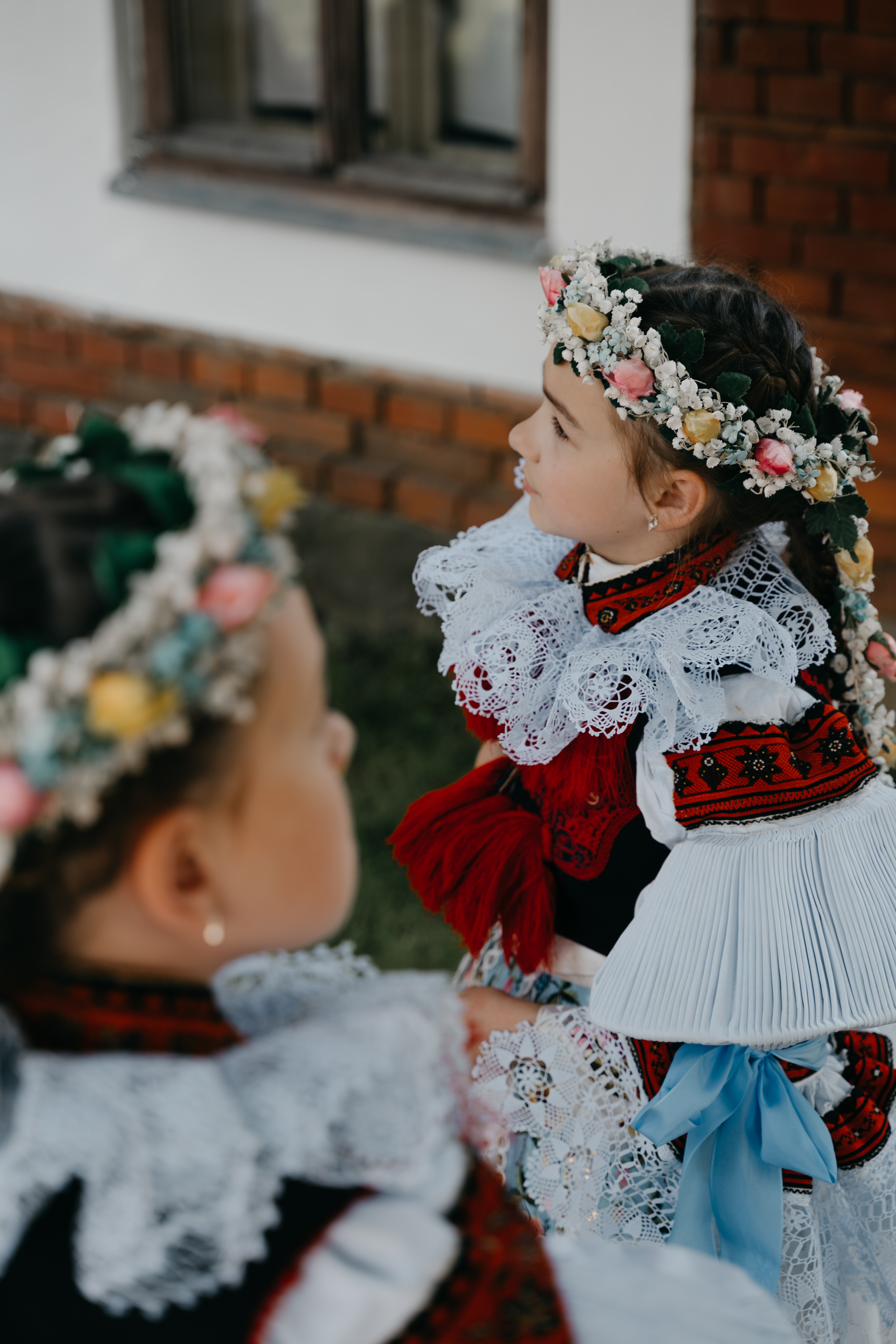
Дівчата у традиційних моравських костюмах